# Бурчаков, Анатолий Семёнович
Анатолий Семёнович Бурчаков (27.10.1927, Рязань — 25.10.1992, Москва) — советский учёный в области горного дела, профессор, доктор технических наук (1963), заслуженный деятель науки и техники РСФСР (1970), лауреат Государственной премии СССР 1969 года. Член КПСС с 1957 г.
В 1941—1944 годах работал в совхозе.
Окончил Московский автомеханический техникум (1948), Московский горный институт (1955) и его аспирантуру (1957).
В 1948—1949 гг. мастер Центральных авторемонтных мастерских (Москва).
После аспирантуры работал в МГИ, в 1963—1970 годах проректор по учебной части. С 1964 года зав. кафедрой технологии, механизации и организации подземной разработки угля.
Основатель научной школы создания высокопроизводительных и безопасных угольных шахт. Автор метода поэтапного подхода к проектированию угольных предприятий, учитывающего развитие техники и технологий.
Подготовил 52 доктора и 152 кандидата технических наук. Автор 196 научных работ, в том числе монографий, учебников и учебных пособий, и 96 авторских свидетельств.
Профессор, доктор технических наук (1963). Диссертации:
- Допустимые скорости движения воздуха в лавах глубоких газовых шахт Донбасса : диссертация … кандидата технических наук : 05.00.00. — Москва, 1957. — 225 с. : ил.
- Научные основы обеспыливания атмосферы в очистных и подготовительных забоях угольных шахт : диссертация … доктора технических наук : 05.00.00. — Москва, 1963. — 564 с. : ил.

Почётный доктор Мишкольцкого горного университета (Венгрия) и Софийского горно-геологического университета (Болгария), почётный профессор Шансийского горного института (Китай).
Заслуженный деятель науки и техники РСФСР. Лауреат Государственной премии СССР (1969) — за разработку и внедрение высокоэффективной технологии и организации добычи угля, премии Совета Министров СССР (1985) и премии имени А. А. Скочинского.
Награждён орденами «Знак Почёта» (1967), Дружбы народов (1981), медалями, знаками «Шахтёрская слава» 1-й, 2-й и 3-й степеней; орденами Хошимина и Дружбы (Вьетнам).
Сочинения:
- Снижение запыленности воздуха в лавах угольных шахт [Текст] / С. Я. Хейфиц, А. С. Бурчаков. — Москва : Углетехиздат, 1958. — 100 с. : ил.; 22 см.
- Теория и практика борьбы с пылью в угольных шахтах [Текст] / А. И. Ксенофонтова, А. С. Бурчаков. — Москва : Недра, 1965. — 231 с. : ил.; 22 см.
- Основы технологии горного производства [Текст] : Введ. в специальность : [Учеб. пособие для горных специальностей вузов] / Б. М. Воробьев, А. С. Бурчаков. — Москва : Недра, 1973. — 288 с. : ил.; 22 см.
- Надежность технологических схем и процессов угольных шахт [Текст] / Воробьев Б. М., Бурчаков А. С., Шибаев Е. В. — Москва : Недра, 1975. — 237 с. : ил.; 22 см.
- Оптимизация систем разработки на угольных шахтах [Текст] / А. С. Бурчаков, В. М. Зыков. — Москва : Недра, 1977. — 199 с. : ил.; 22 см.
- Основы организации управления на угольных шахтах [Текст] : Учеб. пособие для студентов специализации «Организация и управление горными предприятиями» специальности 0202 «Технология и комплексная механизация подземной разработки месторождений полезных ископаемых» / А. С. Бурчаков, В. В. Ливенцев, А. С. Малкин. — Москва : [б. и.], 1967. — 218 с., 3 л. черт. : черт.; 22 см.
- Выбор технологических схем угольных шахт [Текст] / А. С. Бурчаков, В. А. Харченко, Л. А. Кафорин. — Москва : Недра, 1975. — 272 с., 13 л. схем. : ил., схем.; 22 см.
- Процессы подземных горных работ [Текст] / А. С. Бурчаков, Н. К. Гринько, И. Л. Черняк. — 2-е изд., перераб. и доп. — Москва : Недра, 1976. — 408 с. : ил.; 22 см.
- Технико-экономическая оценка дегазации угольных шахт [Текст] / [А. С. Бурчаков, А. Т. Айруни, С. К. Кузнецов, Е. И. Слепцов]. — Москва : Недра, 1979. — 200 с. : ил.; 22 см.
- Процессы подземных горных работ : [Учебник для вузов по спец. «Технология и комплекс. механизация подзем. разраб. месторождений по лез. ископаемых»] / А. С. Бурчаков, Н. К. Гринько, И. Л. Черняк. — 3-е изд., перераб. и доп. — Москва : Недра, 1982. — 423 с. : ил.; 22 см.
- Рудничная аэрология [Текст] : [Учебник для вузов по специальности «Технология и комплексная механизация подземной разработки месторождений полезных ископаемых»] / А. С. Бурчаков, П. И. Мустель, К. З. Ушаков. — Москва : Недра, 1971. — 373 с. : ил.; 22 см.
- Рудничная аэрология [Текст] : [Учеб. для горн. спец. вузов] / К. З. Ушаков, А. С. Бурчаков, И. И. Медведев. — Москва : Недра, 1978. — 440 с. : ил.; 22 см.
- Технология и механизация подземной разработки пластовых месторождений [Текст] : [учебник по специальности «Подземные разработки месторождений полезных ископаемых»] / А. С. Бурчаков, Ю. А. Жежелевский, С. А. Ярунин. — Москва : Недра, 1989. — 430, [1] с. : ил.; 22 см. — (Высшее образование).; ISBN 5-247-00868-5
- Проектирование шахт [Текст] : [учебник для вузов по специальности «Технология и комплексная механизация подземных разработок месторождений полезных ископаемых»] / А. С. Бурчаков, А. С. Малкин, М. И. Устинов; под общ. ред. А. С. Бурчакова. — 3-е изд., перераб. и доп. — Москва : Недра, 1985. — 399 с. : ил.; 22 см.
- Проектирование предприятий с подземным способом добычи полезных ископаемых : Справочник / [А. С. Бурчаков и др.]. — Москва : Недра, 1991. — 398,[1] с. : ил.; 22 см; ISBN 5-247-01393-X
- Технология подземной разработки пластовых месторождений полезных ископаемых : [Учебник для вузов по специальности «Технология и комплексная механизация подземных разработок месторождений полезных ископаемых»] / [А. С. Бурчаков и др.]. — 3-е изд., перераб. и доп. — Москва : Недра, 1983. — 487 с. : ил.; 22 см.

Жена - Драпкина Изольда Григорьевна, 1929 г.р. Дети: Владимир (1960), Марина (1956), преподаватель РУДН, кандидат экономических наук.